# Jacques Isnardon
Pour les articles homonymes, voir Isnardon.
Jacques Isnardon est un chanteur d'opéra, baryton-basse, écrivain et pédagogue français né le 15 février 1860 à Marseille et mort le 14 novembre 1930 dans la même ville.

## Biographie

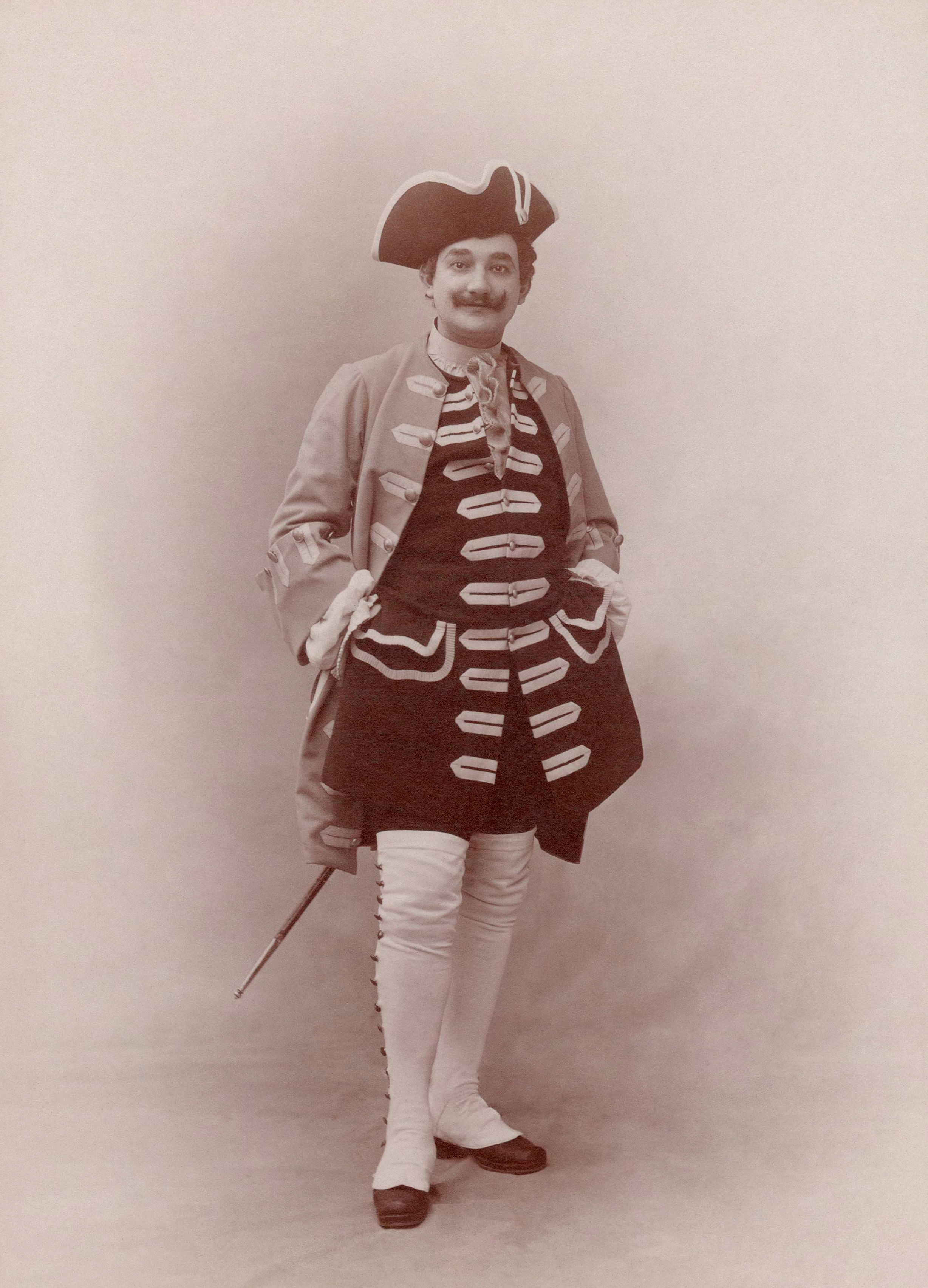
Jacques Isnardon dans un vaudeville, par un atelier de Nadar. Entre 1875 et 1895.

Jacques Isnardon naît à Saint-Barnabé près de Marseille, le 15 février 1860. Il est le fils d'un entrepreneur et de la fille d'un négociant de Saint-Just. Il grandit auprès de sa grand-mère maternelle, provençale attachée à la tradition. Excellent élève, il est boursier d'État de l'établissement qui fut longtemps le seul lycée de la ville, le lycée Thiers, plus ancien lycée de Marseille, où il est brièvement interne en 1872-1873 et où il acquiert une solide culture : son père le destine à Polytechnique. Doué pour le dessin, il réalise des plans d'architecte qui étonnent déjà autour de lui. Mais à la suite d'une représentation du Bossu, il déclare vouloir être acteur. Sa grand'mère parvient à convaincre son père de le laisser partir pour le Conservatoire de Paris à la condition qu'il y apprenne l'art lyrique, plus convenable selon elle que l'art dramatique.
Il fait ses premiers pas sur scène en interprétant en amateur l'un des rôles principaux de la pastorale provençale, le Boumian, dont il gardera une empreinte indélébile pour toute sa carrière qui sera ainsi vouée à tous les diables du répertoire, des Méphistophélès de Charles Gounod (Faust), Arrigo Boito (Mefistofele), Hector Berlioz (La Damnation de Faust), au Diable de Jules Massenet (Grisélidis), en passant par le docteur Miracle, « diable médical », de Jacques Offenbach (Les Contes d'Hoffmann), qu'il amène sur la scène de toutes les capitales des deux mondes, Opéra et Opéra-Comique de Paris, La Monnaie de Bruxelles, Covent Garden de Londres, Mariinsky de Saint-Pétersbourg, São Carlos de Lisbonne, Opéra de Monte-Carlo, La Scala de Milan, Opéra de Rome, San Carlo de Naples, La Fenice de Venise, et dans les deux Amériques, où il est « l'ambassadeur de l'art lyrique français ».
Tout d'abord ténor, il débute en 1884 dans le rôle de Faust du Faust de Charles Gounod à l'Opéra de Montpellier. Après avoir obtenu,la même année, ses prix au Conservatoire de Paris (2e prix de chant et 1er prix d'opéra-comique, classes de Saint-Yves Bax (sv) et Charles-Marie-Auguste Ponchard), il fait ses débuts, le 23 février 1885, dans le rôle de Baxter de la Diana d'Émile Paladilhe en création à l'Opéra-Comique où il est engagé en qualité de baryton et où il chante encore, le 3 septembre 1885, Merlusse dans Le roi l'a dit de Léo Delibes avant de passer, l'année suivante, au théâtre royal de La Monnaie de Bruxelles qui l'engage en qualité de basse, où il reste plusieurs années et dont il chronique l'histoire.
À Bruxelles il chante Coppelius, Dapertutto et le docteur Miracle des Contes d'Hoffmann de Jacques Offenbach et le père de Laurence lors de la création mondiale de Jocelyn de Benjamin Godard. Il chante Beckmesser dans Les Maîtres chanteurs de Nuremberg de Richard Wagner et Leporello dans le Don Giovanni de Wolfgang Amadeus Mozart à Covent Garden, Manon de Jules Massenet à La Scala et Le Médecin malgré lui de Gounod à l'Opéra de Monte-Carlo.

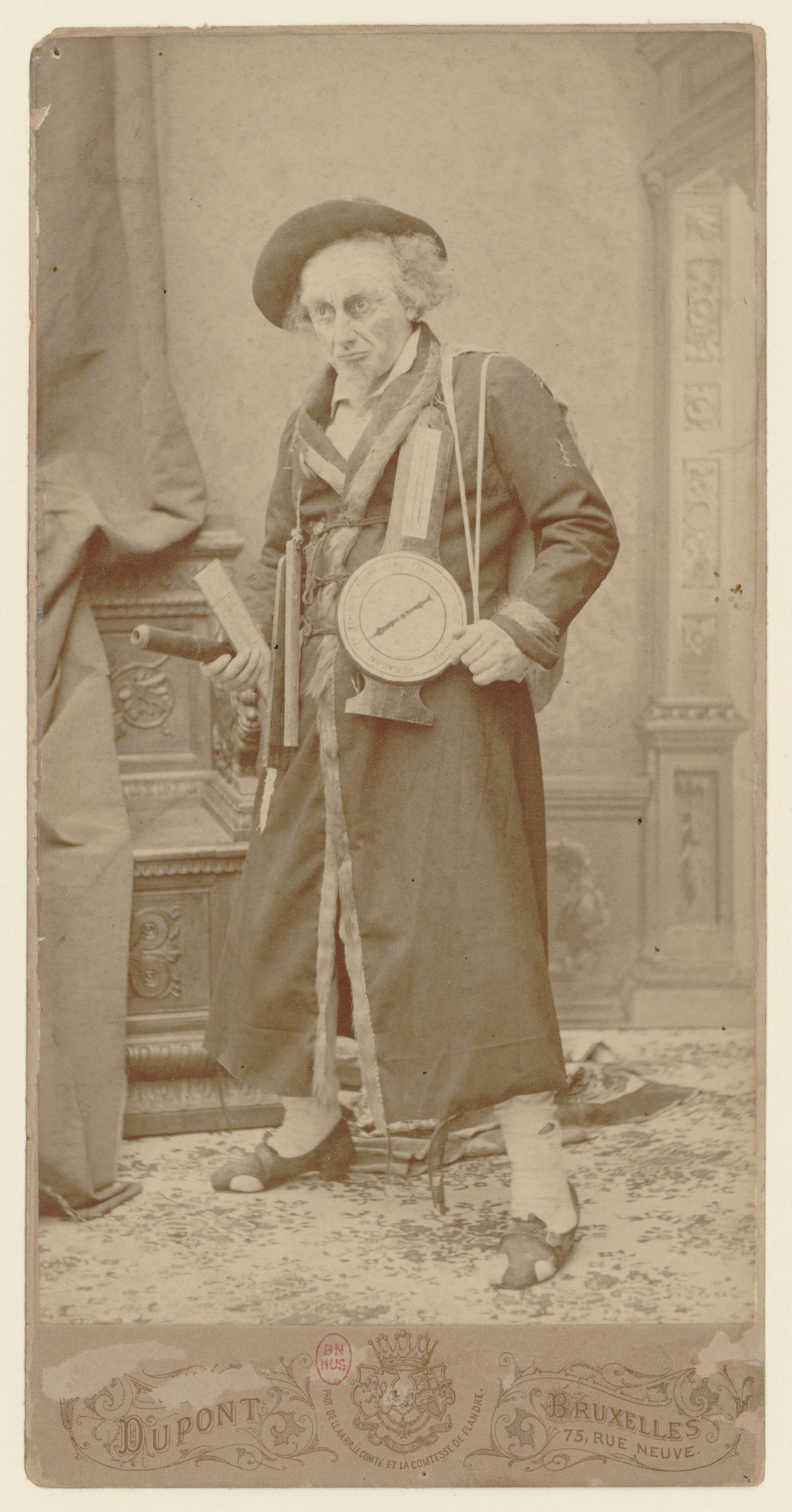
Coppelius
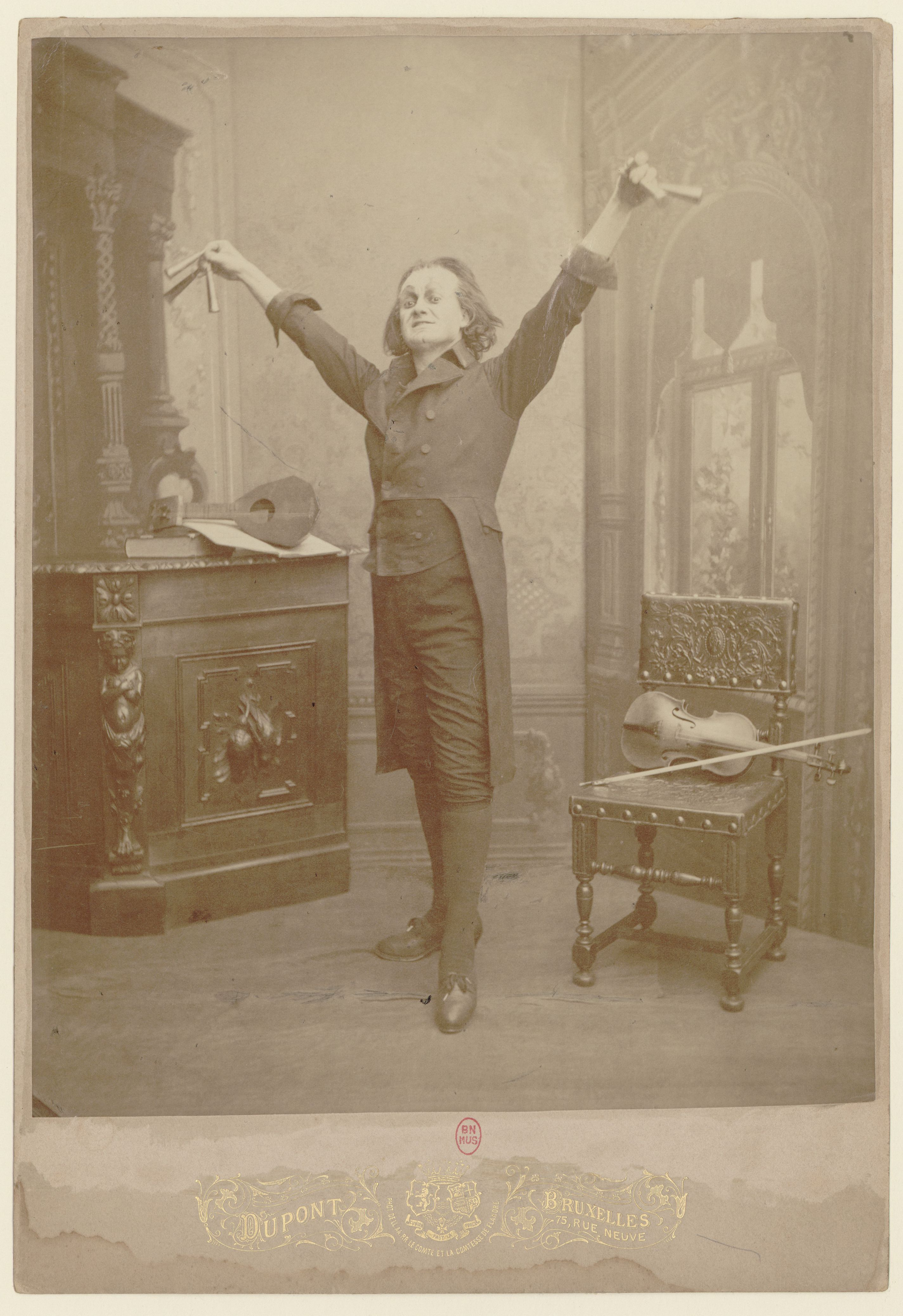
Le docteur Miracle.

Il revient à l'Opéra-Comique en 1894 où il chante le capitaine Roquefinette lors de la création mondiale, le 5 mai 1896, du Chevalier d'Harmental (en) d'André Messager. Il crée le rôle de Landrinier dans Xavière de Louis Gallet et celui de Don Juan dans Beaucoup de bruit pour rien de Paul Puget. Il reprend, après la mort d'Émile-Alexandre Taskin, le rôle de Lescaut dans la Manon de Massenet. Il interprète les rôles de Bartolo (Les Noces de Figaro, Wolfgang Amadeus Mozart) et de Basilio (Le Barbier de Séville, Gioachino Rossini), Colline (La Bohème, Giacomo Puccini) et Schaunard (version de Ruggero Leoncavallo), Masetto (Don Giovanni, Mozart), Enrico (Lucia di Lammermoor, Gaetano Donizetti). Il interprète successivement cinq rôles dans le Roméo et Juliette de Gounod : Mercutio, Pâris, Gregorio, frère Laurent et le duc de Mantoue. Il est encore à l'affiche avec Michel dans le Caïd et  Lothario dans Mignon d'Ambroise Thomas, Sulpice dans la Fille du régiment de Gaetano Donizetti, le père dans Louise de Gustave Charpentier, Squarocca dans Proserpine de Camille Saint-Saëns, Cantagnac dans la Femme de Claude d'Albert Cahen, Miton dans Le roi l'a dit de Léo Delibes, Malipieri dans Haydée de Daniel-François-Esprit Auber. Il a également à son répertoire les Pêcheurs de perles de Georges Bizet, Lakmé de Léo Delibes, la traviata de Giuseppe Verdi.
Il débute à l'Opéra de Paris le 15 août 1892 avec le rôle de Méphistophélès dans le Faust de Charles Gounod .
Il épouse en 1905 la soprano Lucie Marie Justine Foreau qui fut son élève et chante sous le nom de Lucy Isnardon à l'Opéra de Paris.
Au Conservatoire, où il est professeur de déclamation lyrique de 1901 à 1924, il a entre autres pour élèves Germaine Lubin,, Gabriel Paulet et Roger Bourdin. Décidé à quitter la scène bien que fréquemment rappelé, il ouvre parallèlement une école de chant, inaugurée en 1902, dans son appartement du 112 boulevard Malesherbes, à proximité de la future École normale de musique fondée par Alfred Cortot en 1919. Il monte sur la scène de son école la Salomé de Richard Strauss en 1907 pour Lucy Isnardon, dans la version française accompagnée au piano par Walther Straram. Il ouvre aussi un cours de chant gratuit dans les locaux de la mairie du 9e arrondissement de Paris, rue Drouot où il organise des concours primés pour ses élèves. Après son départ du Conservatoire, il se retire dans sa ville natale où il fonde une école de chant.

Son Chant théâtral est autant la mémoire de son temps qu'une philosophie de la pédagogie vocale : 

« Ici, il n'y a pas qu'une méthode : il y a une méthode nouvelle avec chaque élève. Voilà précisément où réside la grande difficulté. Voilà où l'éducateur a besoin de toute son expérience, de toute sa délicatesse de touche, de toute la sûreté de son oreille, de toutes ses connaissances cliniques de la physiologie. Il est appelé à polir le diamant qu'on lui a confié. Là, commence l'ère des responsabilités. »

— Jacques Isnardon, Le Chant théâtral
.
Il est décoré dans l'ordre national de la Légion d'honneur avec le grade de chevalier en 1913, dans la même promotion que Cécile Chaminade et élu, le 16 juin 1929 au fauteuil n° 38 de l'académie des sciences, lettres et arts de Marseille, succédant au compositeur Gabriel Marie et précédant l'auteur dramatique Pol d'Estoc.

## Publications
- Le théâtre de la Monnaie depuis sa fondation jusqu'à nos jours  (préf. Arthur Pougin, ill. Léon Dardenne), Bruxelles, Schott frères, 1890 (BNF 30637065) lire en ligne sur Gallica
- Le Chant théâtral, Paris, Maurice Vieu et Jeanne Vieu, 1911, 171 p. (BNF 43995975) lire en ligne sur Gallica
- La Déclamation lyrique et la mise en scène : De l'école au théâtre, Paris, La Maison des Arts, 1922, 87 p. (BNF 39773539) lire en ligne sur Gallica
- « Discours de réception de Monsieur Jacques Isnardon », Mémoires de l'Académie des sciences, belles-lettres et arts de Marseille, Marseille, Académie des sciences, lettres et arts de Marseille,‎ 1930, p. 9 et s. (ISSN 0980-9171, BNF 34400185) lire en ligne sur Gallica
- « Modulations sur l'art lyrique », Mémoires de l'Académie des sciences, belles-lettres et arts de Marseille, Marseille, Académie des sciences, lettres et arts de Marseille,‎ 1930, p. 155 et s. (ISSN 0980-9171, BNF 34400185) lire en ligne sur Gallica